# Antiotricha districta
Antiotricha districta là một loài bướm đêm thuộc phân họ Arctiinae, họ Erebidae.